# میلوتین اوسماجیچ
میلوتین اوسماجیچ (سیریلیک صربی: Милутин Осмајић؛ زادهٔ ۲۵ ژوئیهٔ ۱۹۹۹) بازیکن فوتبال اهل مونته‌نگرو است.
وی همچنین در تیم‌های ملی فوتبال زیر ۲۱ سال مونته‌نگرو و بزرگسالان مونته‌نگرو بازی کرده‌است.